# Beiersdorf, Görlitz
Beiersdorf là một đô thị trong huyện Görlitz, bang tự do Sachsen, nước Đức. Đô thị Beiersdorf, Görlitz có diện tích 6,44 km², dân số thời điểm ngày 31 tháng 12 năm 2005 là 1287 người.